# IC 3625B
IC 3625B је елиптична галаксија у сазвјежђу Дјевица која се налази на листи објеката дубоког неба у Индекс каталогу.
Деклинација објекта је + 10° 58' 34" а ректасцензија 12h 39m 37,7s. Привидна величина (магнитуда) објекта IC 3625 износи 15,8 а фотографска магнитуда 16,8. IC 3625B је још познат и под ознакама MCG 2-32-166, VCC 1803, PGC 42372.